# Sponsa Christi
Sponsa Christi (en español: Esposa de Cristo) es una constitución apostólica del Papa Pío XII, emitida el 21 de noviembre de 1950, con ocasión de la fiesta de la Presentación. Aborda la vocación de la mujer consagrada y su compromiso místico con Cristo.
Pío XII citó Sponsa Christi en la encíclica Sacra virginitas del 25 de marzo de 1954, demostrando la importancia del oficio que los consagrados y consagradas desempeñan en la Iglesia.

## Contenido
La primera parte del documento trata sobre el desarrollo histórico de la vocación, de la virginidad y del desarrollo de los monasterios monásticos femeninos consagrados a la Iglesia primitiva, y en particular a la vida contemplativa. Pío XII describe las características de la vida consagrada de las mujeres y explica: «Gracias a su consagración por el obispo diocesano, adquieren un vínculo especial con la Iglesia, a la que dedican su servicio, incluso si permanecen en el mundo. Solas o en comunidad, representan una imagen escatológica especial de la esposa celestial y de la vida futura, cuando la Iglesia finalmente vivirá en abundancia el amor de su esposo Cristo».
Para las vírgenes consagradas, el servicio de la liturgia es esencial. La Palabra de Dios y la liturgia son las fuentes de las que las vírgenes consagradas deben beber, conocer la voluntad de Dios y unirse a Él en la libertad y en el amor. En la misma parte, el Papa establece las disposiciones relativas a los exámenes de las monjas. Esta constitución establece reglas fijas para las comunidades religiosas y también proporciona directrices para las mujeres consagradas que viven en el mundo.

## Fundamentos del Derecho Canónico
La segunda parte especifica los estatutos válidos según el derecho canónico:
- Artículo I §§ 1-3: Establecimiento de órdenes religiosas para mujeres.
- Artículo II §§ 1-3: Formas especiales de vida religiosa monástica.
- Artículo III §§ 1-3: Afiliación y consagración de las vírgenes.
- Artículo IV §§ 1-5: Exámenes papales, grandes y pequeños.
- Artículo V §§ 1-4: Compromiso con la celebración pública de la Liturgia de las Horas en coro.
- Artículo VI §§ 1-3: Jerarquía y orden en los monasterios femeninos.
- Artículo VII §§ 1-3: Procedimiento para la autorización por la Santa Sede.
- Artículo VIII §§ 1-3: Obras monásticas para el sostenimiento de los monasterios.
- Artículo IX: Disposiciones finales y exhortación al estricto cumplimiento de estas reglas.